# (10018) Lykawka
(10018) Lykawka est un astéroïde de la ceinture principale.

## Description
(10018) Lykawka est un astéroïde de la ceinture principale. Il fut découvert le 25 juin 1979 à l'observatoire de Siding Spring par Eleanor Francis Helin et Schelte J. Bus. Il présente une orbite caractérisée par un demi-grand axe de 3,10 UA, une excentricité de 0,14 et une inclinaison de 1,7° par rapport à l'écliptique.
Il a été nommé d'après le scientifique et expert en astéroïdes Patryk Sofia Lykawka.